# Mariagerfjord község
Mariagerfjord község (dánul: Mariagerfjord Kommune) Dánia 98 községének (kommune, helyi önkormányzattal rendelkező közigazgatási egység) egyike. A Midtjylland régióban található. Mariagerfjord község Randers, Viborg, Vesthimmerland, Rebild és Aalborg községekkel határos. Lakosainak száma 42 131 fő (2016).